# Robert Tochon
Pour les articles homonymes, voir Tochon.
Robert Tochon, né le 2 mars 1926 à Plainpalais (originaire de Genève) et mort le 20 décembre 1988 à Genève, est une personnalité politique suisse, membre du Parti démocrate-chrétien.
Il est conseiller national de septembre 1978 à septembre 1983.

## Biographie

### Origines et famille
Robert Tochon naît le 2 mars 1926 dans l'ancienne commune de Plainpalais, dans le canton de Genève. Il est originaire de Genève. Son père, Raoul, est épicier ; sa mère est née Pauline Bernard.
Il épouse Marie Braillard, fille d'un expéditeur de journaux. Ils ont trois enfants.

### Études et parcours professionnel
Après ses études secondaires supérieures au Collège Calvin à Genève, en section latine, et son service militaire au sein de l'artillerie, il étudie la médecine vétérinaire à l'Université de Berne, dont il sort diplômé en 1952.
Après un court stage à Paris, il ouvre la même année un cabinet à Genève. Il est nommé vétérinaire cantonal adjoint en 1983.

### Parcours politique
Il est conseiller municipal (législatif) de la ville de Genève de 1967 à 1969, puis député au Grand Conseil jusqu'en 1980. Président de son groupe au parlement cantonal de 1973 à 1975, vice-président du Parti démocrate-chrétien genevois de 1974 à 1978, il est, derrière Guy Fontanet, le député démocrate-chrétien qui récolte le plus de voix en dehors de son parti lors des élections cantonales de 1977.
Il accède au Conseil national en cours de législature en 1978, à la suite de la démission de Guy Fontanet. Réélu le 21 octobre 1979, il se distingue notamment en soutenant un adoucissement du statut des saisonniers lors de l'élaboration de la nouvelle loi sur les étrangers en 1980,,,.

### Autres activités
Il est membre de la commission administrative de l'hôpital cantonal genevois.

### Mort
Il meurt le 20 décembre 1988 à Genève.